# پایین‌کوه (زنجان)
پایین‌کوه (معروف به دربند زنجان) روستایی از توابع بخش مرکزی شهرستان زنجان در استان زنجان ایران است.

## جمعیت
این روستا در دهستان بناب قرار دارد و براساس سرشماری مرکز آمار ایران در سال ۱۳۸۵، جمعیت آن ۵۹۷ نفر (۱۴۱خانوار) بوده‌است.